# Tietse Pieter Sevensma

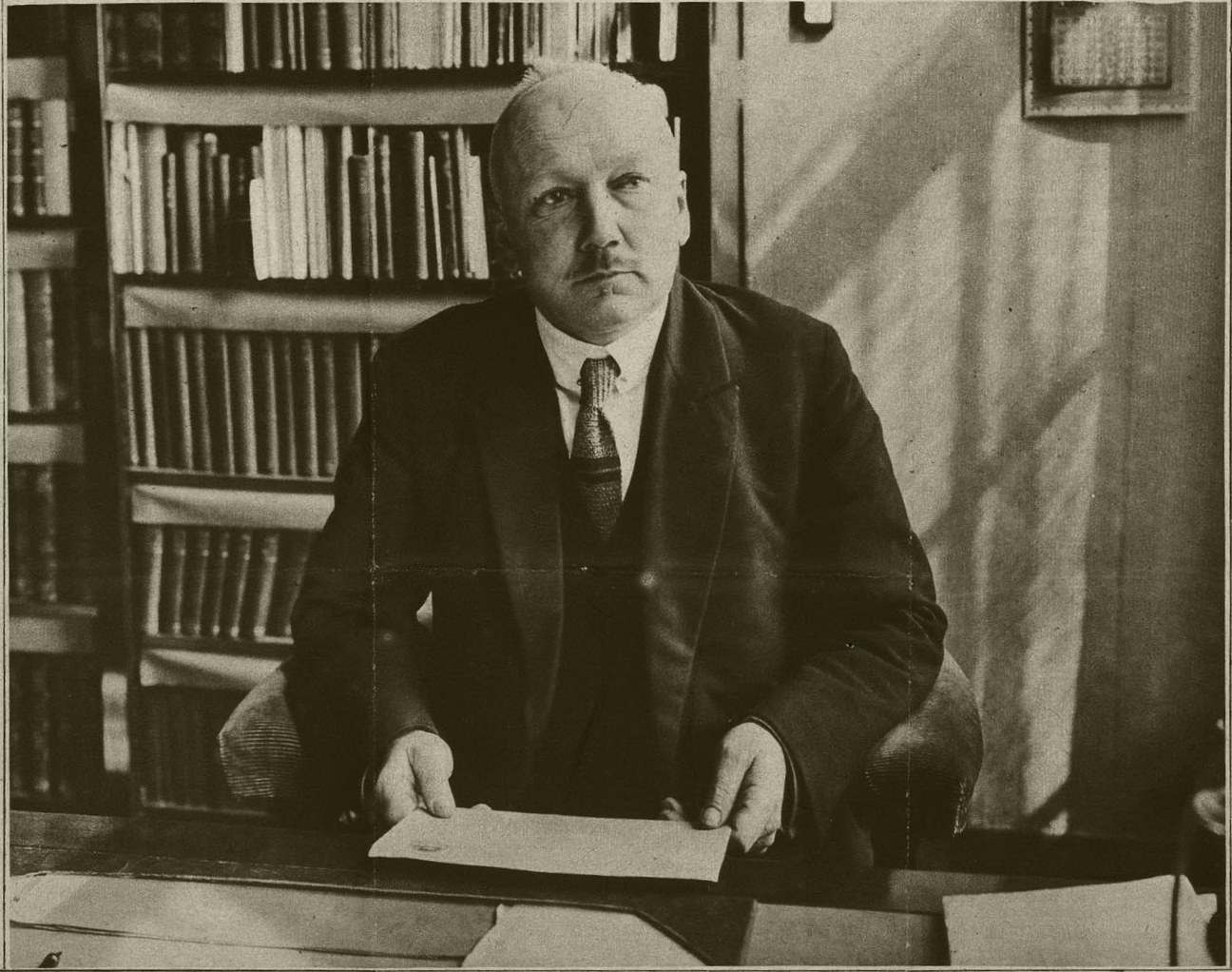
T.P. Sevensma

Tietse Pieter Sevensma (Sneek, 22 juli 1879 - Hilversum, 30 juni 1966) was een Nederlands bibliothecaris, auteur en redacteur.

## Leven en werk
Tietse was de zoon van Pieter Sevensma en Anna Osinga. Zijn vader was plaatselijk directeur van een onderneming die diensten met binnenschepen onderhield tussen Amsterdam, Rotterdam en Sneek.
Oorspronkelijk wilde Tietse Doopsgezind predikant worden, waartoe hij theologie studeerde aan de Universiteit van Amsterdam en aan het Doopsgezind Seminarie. Hij kwam daar in conflict met het bestuur en besloot van een toekomst als predikant af te zien. Wél maakte hij zijn studie af en in 1908 promoveerde hij op een theologisch-archeologisch proefschrift: De Ark Gods: Het Oud-Israelitische Heidendom.
Na 1908 zei hij de theologie vaarwel en studeerde inmiddels Staatswetenschappen, een studie die hij ook zou voltooien. Ondertussen kwam hij te werken als conservator bij de Amsterdamse Universiteitsbibliotheek waar hij aan een catalogus van handschriften werkte. Ter gelegenheid van de in 1911 gehouden Tentoonstelling van het Boek publiceerde hij de Catalogus van boeken in Noord-Nederland verschenen van den vroegsten tijd tot op heden. In 1912 was hij medeoprichter van de Nederlandse Vereniging van Bibliothecarissen, waarvan hij tot 1923 voorzitter zou zijn.  
In 1914 trouwde hij met Margaretha Wijbrandi met wie hij drie kinderen kreeg. In hetzelfde jaar ging hij in Rotterdam werken waar hij de bibliotheek van de Handelshogeschool moest inrichten. In 1916 kwam de nieuwbouw voor deze bibliotheek gereed, vlak nadat Sevensma directeur werd van de Openbare Leeszaal en Bibliotheek van Amsterdam. Ook deze moest van de grond af aan worden opgezet. In 1924 werd hij tevens directeur van de Amsterdamse Universiteitsbibliotheek. In 1928 werd Sevensma benoemd tot bibliothecaris van de Volkenbond. John D. Rockefeller had in 1927 twee miljoen dollar geschonken aan de Volkenbond om een bibliotheek op te zetten in Genève. In 1929 werd hij secretaris-generaal van de International Federation of Library Associations (IFLA). Deze functie vervulde hij tot 1958. In 1938 aanvaardde Sevensma de functie van bibliothecaris van de bibliotheek der Rijksuniversiteit Leiden. Hier moest een nieuw gebouw worden ontworpen. Hij heeft de Bibliotheca Neerlandica Manuscripta aangekocht, een documentatiesysteem van een groot aantal over de gehele wereld verspreide Middelnederlandse handschriften. Tijdens de Tweede Wereldoorlog probeerde de bezetter, door een zogenaamde ruilovereenkomst, kostbare manuscripten in handen te krijgen. Sevensma doorzag deze poging en verhinderde die. Al in 1940 ontsloeg Sevensma, op voorschrift van de Duitse bezetter, de twee Joodse personeelsleden van de Leidse bibliotheek. Beiden overleefden de oorlog niet.
In 1945 stierf Margaretha Wijbrandi. Een jaar later trouwde Sevensma met Nellij Winkel, met wie hij tot 1961 getrouwd zou zijn. Sevensma deed nog redactiewerk voor de Zoek-licht-encyclopedie, maar omstreeks 1960 trok hij zich uit het openbare leven terug. Hij vertrok uit Oegstgeest, waar hij woonde, verbleef nog enige tijd in pensions te Hilversum en stierf aldaar in 1966. 